# Santibáñez de Béjar (kommunhuvudort)
Santibáñez de Béjar är en kommunhuvudort i Spanien.   Den ligger i provinsen Provincia de Salamanca och regionen Kastilien och Leon, i den centrala delen av landet, 160 km väster om huvudstaden Madrid. Santibáñez de Béjar ligger 920 meter över havet och antalet invånare är 606.
Terrängen runt Santibáñez de Béjar är kuperad söderut, men norrut är den platt. Santibáñez de Béjar ligger nere i en dal. Runt Santibáñez de Béjar är det mycket glesbefolkat, med 6 invånare per kvadratkilometer. Närmaste större samhälle är Guijuelo, 9,2 km nordväst om Santibáñez de Béjar. Omgivningarna runt Santibáñez de Béjar är huvudsakligen savann.